# 프레더릭 허즈버그
프레더릭 어빙 허즈버그(Frederick Irving Herzberg, 1923년 4월 18일 ~ 2000년 1월 19일)은 미국의 심리학자로서 비즈니스 경영에 중대한 영향을 끼친 인물 가운데 하나이다. 직무충실과 동기-위생 이론을 선보인 것으로 유명하다.

## 생애
1923년 미국 매사추세츠주 린에서 유대계 리투아니아 이민자 가정에서 태어났다. 1939년 시티 칼리지 오브 뉴욕에 다니다가 학업을 마치지 못하고 군에 입대했다. 1944년 셜리 베델과 결혼했다.
1946년 시티 칼리지 오브 뉴욕에서 학업을 마치고 졸업했다.

## 같이 보기
- 호손 효과
- 동기 부여